# Helmut Pfleger
Helmut Pfleger (Teplice-Šanov, 6 agosto 1943) è uno scacchista tedesco.
Medico di professione, è stato un giocatore notevole tra gli anni sessanta e settanta.

## Carriera
Nel 1960 ha vinto il campionato giovanile tedesco di scacchi e nel 1961 è arrivato quarto al Campionato del mondo juniores di scacchi. Nel 1965 al Campionato tedesco di scacchi, tenuto a Bad Aibling, è arrivato pari con Wolfgang Unzicker per il primo posto, ma aveva perso lo scontro diretto con quest'ultimo.
È arrivato primo al torneo di Maputo del 1973, primo ex aequo a Polanica-Zdrój nel 1971 e a Montilla nel 1973, secondo-terzo ex aequo a Montilla nel 1974, secondo-quinto ex aequo a Manila nel 1975, secondo-terzo ex aequo a L'Avana nel 1982, quarto a Royan nel 1988.
Pfleger ha giocato nella nazionale tedesca alle olimpiadi degli scacchi nel 1964, 1968, 1972, 1974, 1978, 1980 e 1982. Alle olimpiadi del 1964, a Tel Aviv, ha ottenuto la medaglia d'oro individuale in quarta scacchiera e un bronzo di squadra. Nel 1972 ha raggiunto il suo massimo rating Elo, pari a 2545, e nel 1975 ha ottenuto il titolo di grande maestro.
In una simultanea tenuta al festival degli scacchi di Amburgo del 1980 è stato protagonista, a sua insaputa, di una partita contro Belle: il computer era controllato da Ken Thompson presso i Bell Labs, il quale era in contatto telefonico con Frederic Friedel, che seguiva la partita ed era in contatto radio con il complice alla scacchiera. Pfleger ha saputo solo al termine della partita di questo esperimento che lo ha coinvolto, rimanendo sorpreso e sostenendo di non essersi accorto di niente.
Nell'aprile 2009 il suo rating FIDE era di 2477, sebbene fosse praticamente inattivo dal 1990.

## Partite notevoli
- Helmut Pfleger - Anatoli Karpov, Hastings 1971, Difesa indiana di donna: variante classica, linea principale (E19), ½–½, su chessgames.com.
- Helmut Pfleger - Mikhail Tal, Tallinn 1973, Difesa moderna: fianchetto di donna (B06), ½–½, su chessgames.com.
- Helmut Pfleger - Bent Larsen, Manila 1974, Partita inglese: Great Snake Variation (A10), 1-0, su chessgames.com.
- John Nunn - Helmut Pfleger, Plovdiv ETC 1983, Difesa Pirc: General (B07), ½–½, su chessgames.com.